# عيتانيت
عيتانيت هي إحدى القرى اللبنانية من قرى قضاء البقاع الغربي في محافظة البقاع.

## المناخ
يظهر الجدول التالي التغييرات المناخية على مدار السنة لعيتانيت:
| البيانات المناخية لـعيتانيت       | البيانات المناخية لـعيتانيت | البيانات المناخية لـعيتانيت | البيانات المناخية لـعيتانيت | البيانات المناخية لـعيتانيت | البيانات المناخية لـعيتانيت | البيانات المناخية لـعيتانيت | البيانات المناخية لـعيتانيت | البيانات المناخية لـعيتانيت | البيانات المناخية لـعيتانيت | البيانات المناخية لـعيتانيت | البيانات المناخية لـعيتانيت | البيانات المناخية لـعيتانيت | البيانات المناخية لـعيتانيت |
| الشهر                             | يناير                       | فبراير                      | مارس                        | أبريل                       | مايو                        | يونيو                       | يوليو                       | أغسطس                       | سبتمبر                      | أكتوبر                      | نوفمبر                      | ديسمبر                      | المعدل السنوي               |
| --------------------------------- | --------------------------- | --------------------------- | --------------------------- | --------------------------- | --------------------------- | --------------------------- | --------------------------- | --------------------------- | --------------------------- | --------------------------- | --------------------------- | --------------------------- | --------------------------- |
| متوسط درجة الحرارة الكبرى °م (°ف) | 10 (50)                     | 12 (52)                     | 16 (60)                     | 18 (64)                     | 21 (69)                     | 26 (79)                     | 29 (84)                     | 30 (86)                     | 26 (78)                     | 20 (68)                     | 16 (59)                     | 13 (55)                     | 19 (67)                     |
| متوسط درجة الحرارة الصغرى °م (°ف) | 3 (37)                      | 6 (42)                      | 10 (50)                     | 12 (54)                     | 15 (59)                     | 17 (62)                     | 20 (68)                     | 21 (70)                     | 19 (67)                     | 15 (59)                     | 9 (48)                      | 4 (39)                      | 12 (53)                     |
| الهطول مم (إنش)                   | 130 (6.5)                   | 100 (5)                     | 60 (3)                      | 20 (1)                      | 5 (0.25)                    | 0 (0)                       | 0 (0)                       | 0 (0)                       | 20 (1)                      | 60 (3)                      | 90 (4.5)                    | 120 (6)                     | 580 (29.25)                 |
| المصدر: Weatherbase               |                             |                             |                             |                             |                             |                             |                             |                             |                             |                             |                             |                             |                             |

## أعلام
- جون عصفور